# Апостольский нунций в Колумбии
Апостольский нунций в Республике Колумбия — дипломатический представитель Святого Престола в Колумбии. Данный дипломатический пост занимает церковно-дипломатический представитель Ватикана в ранге посла. Как правило, в Колумбии апостольский нунций является дуайеном дипломатического корпуса, так как Колумбия — католическая страна. Апостольская нунциатура в Колумбии была учреждена на постоянной основе в XIX веке. Её штаб-квартира находится в Боготе.
В настоящее время пост Апостольского нунция в Колумбии является архиепископ Паоло Руделли, назначенный Папой Франциском 19 июля 2023 года.

## История
Апостольская делегатура Колумбии была создана в XIX веке. 8 мая 1916 года Апостольская делегатура стала апостольской интернунциатурой, а 20 июля 1917 года возведенв в ранг апостольской нунциатуры и её резиденция находится в Боготе.

## Апостольские нунции в Колумбии
- Гаэтано Балуффи — (9 сентября 1836 — 27 января 1842 — назначен архиепископом Камерино);
- Лоренцо Барили — (26 мая 1851 — 17 июня 1856 — назначен апостольским нунцием в Испании);
- Мечислав Халька Ледуховский — (26 сентября 1856 — 25 июля 1861 — назначен апостольским нунцием в Бельгии);
- Серафино Ваннутелли — (23 июля 1869 — 10 сентября 1875 — назначен апостольским нунцием в Бельгии]);
- Марио Моченни — (14 августа 1877 — 28 марта 1882 — назначен апостольским интернунцием в Бразилии);
- Антонио Вико — (31 марта 1898 — 28 января 1904 — назначен апостольским нунцием в Бельгии);
- Франческо Рагонези — (14 сентября 1904 — 9 февраля 1913 — назначен апостольским нунцием в Испании);
- Карло Мананьини — (31 марта 1913 — 24 октября 1913);
- Альберто Вассалло-Торрегросса — (25 ноября 1913 — 2 мая 1916 — назначен апостольским интернунцием в Аргентине);
- Энрико Гаспарри — (9 декабря 1915 — 1 сентября 1920 — назначен апостольским нунцием в Бразилии);
- Роберто Вичентини — (2 мая 1922 — 14 декабря 1925 — назначен латинским титулярным патриархом Антиохии);
- Паоло Джоббе — (30 марта 1925 — 12 августа 1935 — назначен апостольским интернунцием в Нидерландах);
- Джузеппе Бельтрами — (15 ноября 1945 — 4 октября 1950 — назначен апостольским нунцием в Ливане);
- Антонио Саморе — (30 января 1950 — 17 февраля 1953 — назначен секретарём Священной Конгрегации чрезвычайных церковных дел);
- Паоло Бертоли — (7 мая 1953 — 15 апреля 1959 — назначен апостольским нунцием в Ливане);
- Джузеппе Паупини — (23 мая 1959 — 19 апреля 1969 — назначен официалом Римской курии);
- Анджело Пальмас — (19 апреля 1969 — 2 сентября 1975 — назначен апостольским про-нунцием в Канаде);
- Эдуардо Мартинес Сомало — (12 ноября 1975 — 5 мая 1979 — назначен официалом государственного секретариата Святого Престола);
- Анджело Ачерби — (14 августа 1979 — 28 марта 1990 — назначен апостольским нунцием в Венгрии);
- Паоло Ромео — (24 апреля 1990 — 5 февраля 1999 — назначен апостольским нунцием в Канаде);
- Беньямино Стелла — (11 февраля 1999 — 13 октября 2007 — назначен президентом Папской Церковной Академии);
- Альдо Кавалли — (29 октября 2007 — 16 февраля 2013 — назначен апостольским нунцием на Мальте);
- Этторе Балестреро — (22 февраля 2013 — 6 июля 2018);
- Луис Мариано Монтемайор — (27 сентября 2018 — 25 февраля 2023 — назначен апостольским нунцием в Ирландии);
- Паоло Руделли — (19 июля 2023 — по настоящее время).